# Haojia
Haojia (kinesiska: 郝家镇, 郝家) är en köping i Kina. Den ligger i provinsen Shandong, i den östra delen av landet, omkring 150 kilometer nordost om provinshuvudstaden Jinan. Antalet invånare är 16 241. Befolkningen består av 8 068 kvinnor och 8 173 män. Barn under 15 år utgör 16,0 %, vuxna 15-64 år 71 %, och äldre över 65 år 12,0 %.
Genomsnittlig årsnederbörd är 698 millimeter. Den regnigaste månaden är juli, med i genomsnitt 278 mm nederbörd, och den torraste är januari, med 7 mm nederbörd.